# Alton (New Hampshire)
Alton is een gemeente in het Amerikaanse gebied Belknap County, New Hampshire.
Alton werd in 1770 gesticht. Het was eerst bekend als New Durham Gore, wat verwijst naar de rotsachtige heuvels, die gores genoemd worden. Sinds halverwege de 19de eeuw is toerisme de grootste inkomstenbron voor inwoners van Alton. De plaats bevindt zich bij Alton Bay State Forest, Mount Major State Forest en Lake Winnipesaukee.

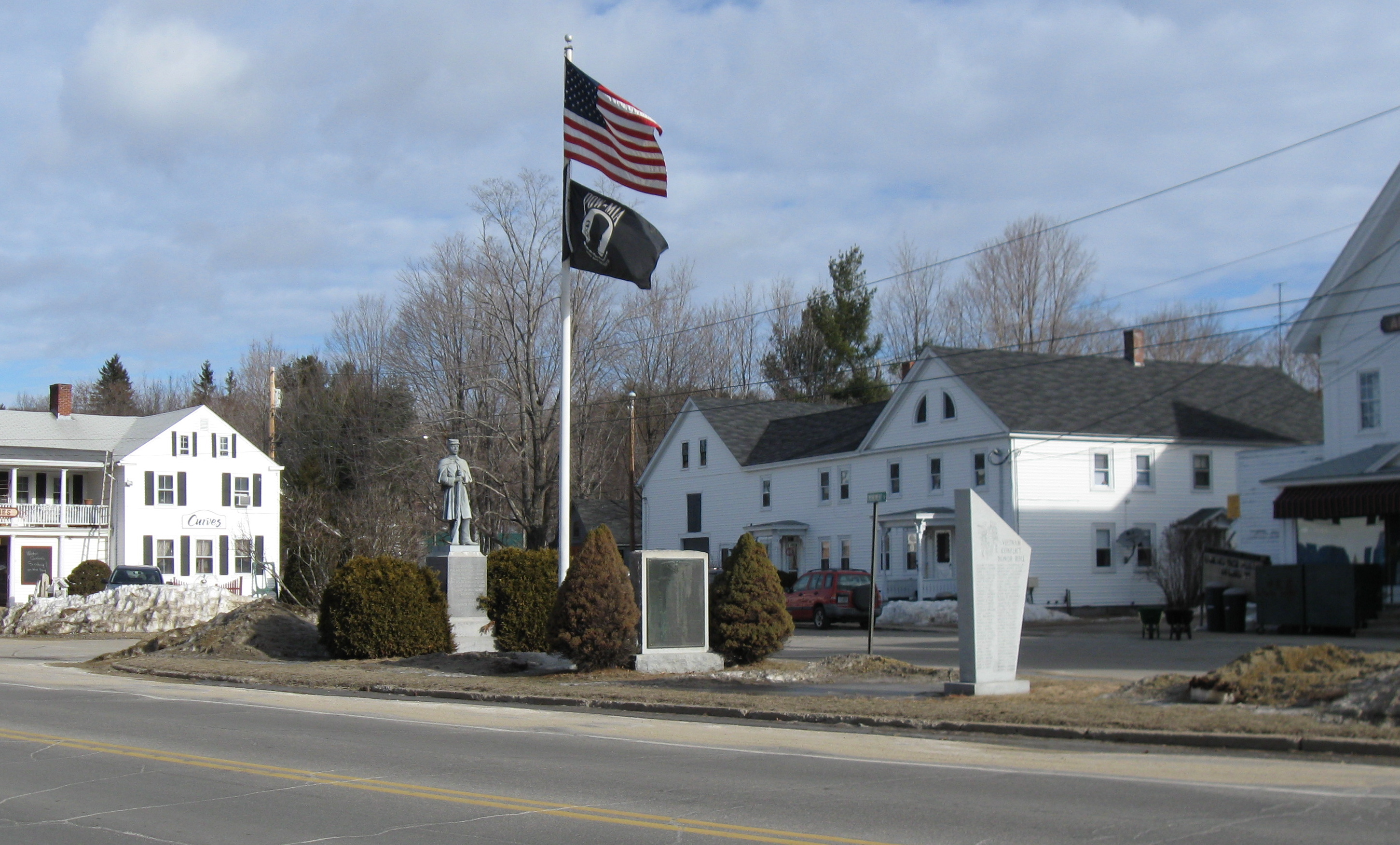
Monument Square in Alton

## Bron
- Dit artikel of een eerdere versie ervan is een (gedeeltelijke) vertaling van het artikel Alton, New Hampshire op de Engelstalige Wikipedia, dat onder de licentie Creative Commons Naamsvermelding/Gelijk delen valt. Zie de bewerkingsgeschiedenis aldaar.